# Хаббард, Уильям Лайнз
Уильям Лайнз Хаббард (англ. William Lines Hubbard; 1867, Фармерсвилл, штат Нью-Йорк — 1951) — американский музыкальный критик.
В 1885 г., окончив школу в Чикаго, устроился на работу бухгалтером в газету «Chicago Evening Journal» и начал брать уроки фортепиано у Фанни Блумфилд-Цейслер. Постепенно он начал помещать в газете свои рецензии на концерты и оперные спектакли, пока в 1891 г. не перешёл в «Chicago Tribune» на должность редактора музыкального отдела: в этом издании он проработал до 1907 г. с перерывами на поездки в Европу, в ходе которых он совмещал обучение музыке — в частности, в Дрездене среди его учителей были Ганс Ферман, Эмиль Кронке, Джованни Баттиста Ламперти, — с репортёрской работой на Зальцбургском и Байройтском фестивалях и других крупнейших музыкальных событиях.
На исходе 1900-х гг. Хаббард подготовил свой основной труд — двухтомный справочник «Американская история и энциклопедия музыки» (англ. The American History and Encyclopedia of Music), вышедший в 1908—1910 гг.